# Risoluzioni del Consiglio di sicurezza delle Nazioni Unite (1501-1600)
| Risoluzione | Data              | Voto (favorevoli/contrari/astenuti)                                   | Oggetto |
| 1501        | 26 agosto 2003    |                                                                       | Repubblica Democratica del Congo                                                                                   |
| 1502        | 26 agosto 2003    |                                                                       | sicurezza dei lavoratori                                                                                           |
| 1503        | 28 agosto 2003    |                                                                       | |
| 1504        | 4 settembre 2003  |                                                                       | |
| 1505        | 4 settembre 2003  |                                                                       | |
| 1506        | 12 settembre 2003 |                                                                       | rimozione sanzioni contro la Libia                                                                                 |
| 1507        | 12 settembre 2003 |                                                                       | estensione della missione in Etiopia ed Eritrea                                                                    |
| 1508        | 19 settembre 2003 |                                                                       | estensione della missione in Sierra Leone                                                                          |
| 1509        | 19 settembre 2003 |                                                                       | creazione di una missione in Liberia                                                                               |
| 1510        | 13 ottobre 2003   |                                                                       | estensione del mandato delle forze in Afghanistan                                                                  |
| 1511        | 16 ottobre 2003   |                                                                       | Situazione in Iraq                                                                                                 |
| 1512        | 27 ottobre 2003   |                                                                       | estensione del mandato dell'ITFR                                                                                   |
| 1513        | 28 ottobre 2003   |                                                                       | estensione del mandato della missione nel Sahara occidentale                                                       |
| 1514        | 13 novembre 2003  |                                                                       | estensione del mandato della missione in Costa d'Avorio                                                            |
| 1515        | 19 novembre 2003  |                                                                       | rafforzamento della road-map' per la pace tra Israele e Palestina                                                  |
| 1516        | 20 novembre 2003  |                                                                       | condanna del bombardamento di Istanbul                                                                             |
| 1517        | 24 novembre 2003  |                                                                       | estensione del mandato delle operazioni a Cipro                                                                    |
| 1518        | 24 novembre 2003  | Adottata all'unanimità                                                | |
| 1519        | 16 dicembre 2003  | Adottata all'unanimità                                                | costituzione di gruppo per il monitoraggio dell'embargo agli armamenti in Somalia                                  |
| 1520        | 22 dicembre 2003  | Adottata all'unanimità                                                | estensione missione degli osservatori lungo il confine tra Israele e Siria                                         |
| 1521        | 22 dicembre 2003  | Adottata all'unanimità                                                | imposizione embargo alla vendita di armi alla Liberia                                                              |
| 1522        | 15 gennaio 2004   | Adottata all'unanimità                                                | Situazione nella Repubblica Democratica del Congo                                                                  |
| 1523        | 30 gennaio 2004   | Adottata all'unanimità                                                | estensione della missione nel Sahara occidentale                                                                   |
| 1524        | 30 gennaio 2004   | Adottata all'unanimità                                                | estensione della missione in Georgia                                                                               |
| 1525        | 30 gennaio 2004   | Adottata all'unanimità                                                | estensione mandato della forza di interposizione in Libano                                                         |
| 1526        | 30 gennaio 2004   | Adottata all'unanimità                                                | rafforzamento sanzioni contro i terroristi                                                                         |
| 1527        | 4 febbraio 2004   | Adottata all'unanimità                                                | estensione della missione in Costa d'Avorio                                                                        |
| 1528        | 27 febbraio 2004  | Adottata all'unanimità                                                | costituzione operazione di peacekeeping in Costa d'Avorio                                                          |
| 1529        | 12 marzo 2004     | Adottata all'unanimità                                                | Situazione in Haiti                                                                                                |
| 1530        | 11 marzo 2004     | Adottata all'unanimità                                                | condanna degli attentati di Madrid                                                                                 |
| 1531        | 12 marzo 2004     | Adottata all'unanimità                                                | Situazione in Etiopia ed Eritrea                                                                                   |
| 1532        | 12 marzo 2004     | Adottata all'unanimità                                                | congelamento dei beni dell'ex presidente della Liberia Charles Taylor                                              |
| 1533        | 12 marzo 2004     | Adottata all'unanimità                                                | Repubblica Democratica del Congo                                                                                   |
| 1534        | 26 marzo 2004     | Adottata all'unanimità                                                | futuro del Tribunale penale internazionale per l'ex-Jugoslavia e del Tribunale penale internazionale per il Ruanda |
| 1535        | 26 marzo 2004     | Adottata all'unanimità                                                | ricostituzione del comitato ONU anti terrorismo                                                                    |
| 1536        | 26 marzo 2004     | Adottata all'unanimità                                                | estensione della missione ONU in Afghanistan                                                                       |
| 1537        | 30 marzo 2004     | Adottata all'unanimità                                                | estensione della missione in Sierra Leone                                                                          |
| 1538        | 21 aprile 2004    | Adottata all'unanimità                                                | inchiesta sulla gestione del programma Oil-for-food                                                                |
| 1539        | 22 aprile 2004    | Adottata all'unanimità                                                | condanna e sorveglianza dell'impiego dei bambini soldato                                                           |
| 1540        | 28 aprile 2004    | Adottata all'unanimità                                                | prevenzione per evitare il prolificare di armi di distruzione di massa                                             |
| 1541        | 29 aprile 2004    | Adottata all'unanimità                                                | estensione della missione in Sahara occidentale                                                                    |
| 1542        | 30 aprile 2004    | Adottata all'unanimità                                                | costituzione di una missione ad Haiti                                                                              |
| 1543        | 14 maggio 2004    | Adottata all'unanimità                                                | estensione della missione a Timor Est                                                                              |
| 1544        | 19 maggio 2004    | 14-0-1 (astenuti Stati Uniti d'America)                               | richiamo ad Israele sulla cessazione delle demolizioni delle case palestinesi                                      |
| 1545        | 21 maggio 2004    | Adottata all'unanimità                                                | autorizzazione dell'operazione nel Burundi                                                                         |
| 1546        | 8 giugno 2004     | Adottata all'unanimità                                                | Termine dell'occupazione in Iraq, sostegno al governo di transizione iracheno                                      |
| 1547        | 11 giugno 2004    | Adottata all'unanimità                                                | costituzione di un team in Darfur, Sudan                                                                           |
| 1548        | 11 giugno 2004    | Adottata all'unanimità                                                | estensione missione a Cipro                                                                                        |
| 1549        | 17 giugno 2004    | Adottata all'unanimità                                                | sorveglianza della situazione in Liberia                                                                           |
| 1550        | 20 giugno 2004    | Adottata all'unanimità                                                | estensione del mandato delle forze nelle Golan Heights                                                             |
| 1551        | 9 luglio 2004     | Adottata all'unanimità                                                | sorveglianza della situazione in Bosnia-Erzegovina                                                                 |
| 1552        | 27 luglio 2004    | Adottata all'unanimità                                                | estensione embargo sugli armamenti alla Repubblica Democratica del Congo                                           |
| 1553        | 29 luglio 2004    | Adottata all'unanimità                                                | estensione del mandato della forza di interposizione in Libano                                                     |
| 1554        | 29 luglio 2004    | Adottata all'unanimità                                                | sorveglianza della situazione in Georgia                                                                           |
| 1555        | 29 luglio 2004    | Adottata all'unanimità                                                | estensione della missione nella Repubblica Democratica del Congo                                                   |
| 1556        | 30 luglio 2004    | 13-0-2, (astenuti Cina, Pakistan)                                     | conflitto nel Darfur                                                                                               |
| 1557        | 12 agosto 2004    | Adottata all'unanimità                                                | estensione della missione in Iraq                                                                                  |
| 1558        | 17 agosto 2004    | Adottata all'unanimità                                                | estensione dell'embargo sugli armamenti alla Somalia                                                               |
| 1559        | 2 settembre 2004  | 9-0-6, (astenuti Algeria, Brasile, Cina, Pakistan, Filippine, Russia) | appello alla Siria per il ritiro delle forze straniere dal Libano                                                  |
| 1560        | 14 settembre 2004 | Adottata all'unanimità                                                | estensione della missione in Etiopia ed Eritrea                                                                    |
| 1561        | 17 settembre 2004 | Adottata all'unanimità                                                | estensione della missione in Liberia                                                                               |
| 1562        | 17 settembre 2004 | Adottata all'unanimità                                                | estensione della missione in Sierra Leone                                                                          |
| 1563        | 17 settembre 2004 | Adottata all'unanimità                                                | estensione della missione in Afghanistan                                                                           |
| 1564        | 18 settembre 2004 | 11-0-4, (astenuti Algeria, Cina, Pakistan, Russia)                    | conflitto del Darfur                                                                                               |
| 1565        | 1º ottobre 2004   | Adottata all'unanimità                                                | estensione della missione nella Repubblica Democratica del Congo                                                   |
| 1566        | 8 ottobre 2004    | Adottata all'unanimità                                                | Leggi anti terrorismo                                                                                              |
| 1567        | 14 ottobre 2004   | Adottata all'unanimità                                                | Inoltro delle nomine per il Tribunale Internazionale per l'ex Jugoslavia all'Assemblea Generale                    |
| 1568        | 22 ottobre 2004   | Adottata all'unanimità                                                | estensione della missione in Cipro                                                                                 |
| 1569        | 26 ottobre 2004   | Adottata all'unanimità                                                | meeting a Nairobi riguardante il conflitto in Darfur                                                               |
| 1570        | 28 ottobre 2004   | Adottata all'unanimità                                                | estensione della missione in Sahara occidentale                                                                    |
| 1571        | 4 novembre 2004   | Adottata all'unanimità                                                | posto vacante nel Tribunale Penale Internazionale                                                                  |
| 1572        | 15 novembre 2004  | Adottata all'unanimità                                                | analisi degli sviluppi in Costa d'Avorio                                                                           |
| 1573        | 16 novembre 2004  | Adottata all'unanimità                                                | estensione della missione a Timor Est                                                                              |
| 1574        | 19 novembre 2004  | Adottata all'unanimità                                                | Sudan |
| 1575        | 22 novembre 2004  |                                                                       | Bosnia-Erzegovina                                                                                                  |
| 1576        | 29 novembre 2003  |                                                                       | Haiti |
| 1577        | 1º dicembre 2004  | Adottata all'unanimità                                                | Burundi |
| 1578        | 15 dicembre 2003  |                                                                       | Medio Oriente |
| 1579        | 21 dicembre 2003  |                                                                       | Liberia |
| 1580        | 22 dicembre 2003  |                                                                       | Guinea-Bissau |
| 1581        | 18 gennaio 2005   | Adottata all'unanimità                                                | Processi per i criminali di guerra in Jugoslavia                                                                   |
| 1582        | 28 gennaio 2005   | Adottata all'unanimità                                                | situazione in Georgia e Abkhazia                                                                                   |
| 1583        | 28 gennaio 2005   | Adottata all'unanimità                                                | Contesa dei confini tra Libano ed Israele, estensione del mandato UNIFIL fino a luglio 2005                        |
| 1584        | 1º febbraio 2005  | Adottata all'unanimità                                                | UNOCI e rafforzamento della Risoluzione 1572                                                                       |
| 1585        | 10 marzo 2005     | Adottata all'unanimità                                                | estensione del mandato UNAMIS                                                                                      |
| 1586        | 14 marzo 2005     | Adottata all'unanimità                                                | estensione del mandato UNMEE                                                                                       |
| 1587        | 15 marzo 2005     | Adottata all'unanimità                                                | embargo degli armamenti in Somalia                                                                                 |
| 1588        | 17 marzo 2005     | Adottata all'unanimità                                                | estensione del mandato UNAMIS                                                                                      |
| 1589        | 24 marzo 2005     | Adottata all'unanimità                                                | estensione del mandato UNAMA                                                                                       |
| 1590        | 24 marzo 2005     | Adottata all'unanimità                                                | costituzione UNMIS                                                                                                 |
| 1591        | 27 marzo 2005     | astenuti: Algeria, Cina, Russia                                       | costituzione di un comitato per monitorare la situazione in Darfur                                                 |
| 1592        | 30 marzo 2005     | Adottata all'unanimità                                                | estensione del mandato MONUC                                                                                       |
| 1593        | 31 marzo 2005     | astenuti: Algeria, Brasile, Cina e Stati Uniti d'America              | rapporto della situazione in Darfur alla Corte Criminale Internazionale                                            |
| 1594        | 4 aprile 2005     | Adottata all'unanimità                                                | estensione del mandato UNOCI                                                                                       |
| 1595        | 7 aprile 2005     | Adottata all'unanimità                                                | costituzione di una commissione investigativa per indagare sull'assassinio di Hariri                               |
| 1596        | 18 aprile 2005    | Adottata all'unanimità                                                | embargo sugli armamenti nella Repubblica Democratica del Congo                                                     |
| 1597        | 20 aprile 2005    | Adottata all'unanimità                                                | elezione dei giudici per il Tribunale Penale Internazionale per l'ex Jugoslavia                                    |
| 1598        | 28 aprile 2005    | Adottata all'unanimità                                                | estensione mandato MINURSO                                                                                         |
| 1599        | 28 aprile 2005    | Adottata all'unanimità                                                | Timor Est |
| 1600        | 4 maggio 2005     | Adottata all'unanimità                                                | Costa d'Avorio |